# Alessandro Braccesi
Alessandro Braccesi  (Florence, 10 décembre 1445 - Rome, 7 juillet 1503) est un humaniste, écrivain et diplomate italien du XVe siècle.

## Œuvres
- Canzoniere e sonetti, 1473 env, en grande partie inédits.
- Quattro canti carnascialeschi, 1473 env.
- Amorum libellus, Liber secundus epistolarum ad amicos, Epigrammatum libellus, vers 1477-1487.
- Historia de duobus amantibus di Enea Silvio Piccolomini, traduction, vers 1479.
- Guerre esterne de' romani di Appiano Alessandrino, traduction, vers 1488.
- Guerre civili de' romani di Appiano Alessandrino, traduction, 1491.

### Publications
- Historia de due amanti, Leonhard Pachel et Ulrich Schinzenzeler, s. d., Milan, vers 1483.
- Delle guerre esterne de' romani traduit par Alessandro Braccio secretario fiorentino, Euchario Silber, Rome, 1502.
- Delle guerre civili de' romani tradotto da m. Alessandro Braccio secretario fiorentino, Eredi di Filippo Giunta, Florence, 1519.
- Tutti i Trionfi, Carri, Mascherate o Canti carnascialeschi andati per Firenze dal tempo del Magnifico Lorenzo de' Medici fino all'anno 1559, Lucques, 1750, p.  548-555.
- Alexandri Braccii Carmina, A. Perosa, Olschki, Florence, 1954.

## Sources
- (it) Cet article est partiellement ou en totalité issu de l’article de Wikipédia en italien intitulé « Alessandro Braccesi » (voir la liste des auteurs).